# Stay (Faraway, So Close!)
"Stay (Faraway, So Close!)" é uma canção da banda irlandesa U2, gravada para seu oitavo álbum de estúdio, Zooropa (1993). Foi lançada em 22 de novembro de 1993, como o terceiro single do álbum através da gravadora Island Records. O primeiro esboço da canção foi desenvolvido durante as sessões do álbum Achtung Baby (1991), inspirado por Frank Sinatra — recebendo inicialmente o sobrenome do músico como título provisório da canção. Uma gravação alternativa foi utilizada no filme de Wim Wenders, Faraway, So Close! (1993).
O vídeo musical foi gravado na cidade de Berlim, Alemanha, no qual os integrantes da banda interpretam anjos da guarda. A canção teve sua primeira apresentação ao vivo em 1993, na Zoo TV Tour, sendo tocada em estilo acústico por Bono e The Edge no decorrer de algumas turnês seguintes, até repeti-la durante a Experience + Innocence Tour, em 2018. Os membros do U2 a consideraram como uma de suas canções favoritas; The Edge disse que era a "melhor faixa do álbum", enquanto Bono afirmou que era "uma das melhores criações da banda".
"Stay" recebeu avaliações positivas dos críticos musicais, caracterizando-a como "agradável" e "melancólica", bem como "a mais tradicional" em Zooropa. Foi indicada à categoria de "Melhor Canção Original" do Prêmio Globo de Ouro. Comercialmente, esteve presente em várias paradas musicais mundialmente, alcançando as dez primeiras colocações em países como Austrália, Irlanda e Reino Unido, ganhando certificação de prata neste último pela British Phonographic Industry (BPI) — 200 mil cópias vendidas.

## Escrita e inspiração

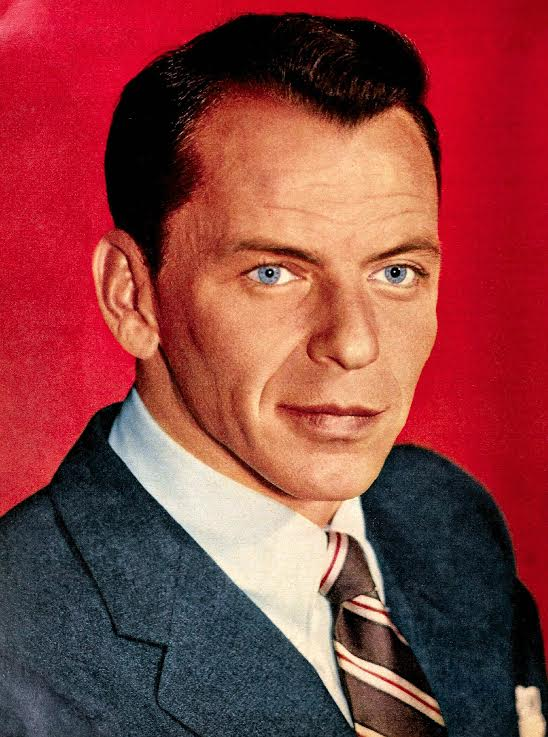
"Stay (Faraway, So Close!)" foi inspirada pela música de Frank Sinatra.

O primeiro esboço de "Stay (Faraway, So Close!)" foi desenvolvido durante as sessões de gravação para o álbum Achtung Baby (1991). Enquanto estavam no Hansa Ton Studios, em Berlim, The Edge e Bono trabalharam em sua criação. Inicialmente, seu título foi identificado como "Sinatra" — em referência ao artista cuja canção foi inspirada. O grupo voltou a trabalhar na canção durante as sessões do álbum seguinte, Zooropa. The Edge fez uma observação, dizendo que "a canção chegou até nós em partes", acrescentando: "Eu estava brincando no piano com algumas progressões de acordes à moda antiga, tentando evocar o espírito de Frank Sinatra. Definitivamente, não é de uma tradição de rock n' roll." Ele elaborou uma progressão de acordes com base em antigas canções de Tin Pan Alley. O baixista Adam Clayton afirmou que "era difícil imaginar como iríamos construí-la. Quero dizer, ninguém irá nos confundir com uma banda de apoio de Frank Sinatra. Um pequeno e humilde som combinado é o que acabamos fazendo e que realmente funcionou."

"Bono costumava dizer que era para Frank Sinatra, mas precisávamos de músicas para Zooropa. Então pensamos que poderíamos dar uma chance [para a canção]."

—Adam Clayton.
Com as sessões de gravação finalizadas, Wim Wenders entrou em contato com o grupo pedindo-lhes uma canção para seu próximo filme, Faraway, So Close! (1993). The Edge disse que, quando soube da intenção de Winders, resolveu apressar a conclusão da canção. Os membros da banda assistiram ao filme para que se inspirassem ao elaborar a faixa. Bono alegou que "o filme era sobre anjos que queriam ser humanos e que queriam estar na Terra. Mas para isso teriam que se tornarem mortais. Esta era uma grande imagem para brincar — a possibilidade de querer algo do gênero e por fim, o custo de tê-la." Duas versões da canção foram criadas: a primeira foi lançada em Zooropa; a segunda — duração de aproximadamente dois minutos a mais —, com performances diferentes na guitarra e bateria, foi incluída na trilha sonora de Faraway, So Close!. Perto de finalizarem a gravação, o vocalista mudou o título da canção para "Stay". Almejando uma referência mais íntima com o filme, optou por adicionar "Stay (Faraway, So Close!)".

## Composição
"A ação acontece em uma curiosa paisagem dos sonhos em que nada parece certo, exceto a própria incerteza."

—Niall Stokes.
A música é de rock alternativo, cuja versão do álbum tem duração de 4 minutos e 58 segundos. De acordo com a partitura publicada pela Universal Music Publishing Group (UMPG), é definida em tempo comum e está escrita na chave de mi bemol maior. A música tem um andamento mediano de 86 batidas por minuto. Os vocais se estendem de uma nota baixa de si bemol menor até uma alta de ré sustenido.
Um contribuinte da revista Third Way, Graham Cray, publicou que a canção descreve "mais diretamente uma cultura que consiste em uma cacofonia de vozes e imagens, porém sem alma e perdida." O editor da Hot Press, Niall Stokes, observou que as letras eram ambíguas, acontecendo na realidade ou em fantasia, comparando ao tema principal do álbum. O autor David Kootnikoff, acreditava que a melodia pop escondia um lado "obscuro sobre uma vítima de abuso físico, associando a dor com o verso 'Porque quando ele te machuca, você se sente viva'." Mark Brown, da The Orange County Register, descreveu-a como "o desesperado conto de uma mulher abusada sem ter para onde ir, mas volta para sua casa." Comparou "Stay" com a canção "Running to Stand Still" (1987), afirmando: "Esse mesmo tipo de narrativa descritiva, porém distanciada, é o que a torna tão poderosa." Caryn Rose, da Vulture, observou que o primeiro verso da música se relaciona com Frank Sinatra, o segundo verso "parece Berlim", e o terceiro verso se relaciona com a Zoo TV Tour, principalmente na linha "com televisão via satélite você pode ir a qualquer lugar."

## Lançamento

Capa da versão ao vivo do single em CD Maxi.

Os Singles promocionais foram lançados no outono de 1993. As versões em vinil de 12 polegadas e CD estão contidas na versão do álbum da canção. A promoção de vinil de 7 polegadas também incluiu um cover da canção "I've Got You Under My Skin". "Stay (Faraway, So Close!)" foi lançada internacionalmente como terceiro single em 9 de setembro de 1993. Estava disponível em vinil de 7 polegadas, cassete, CD e em formato de quatro versões. "Stay (Faraway, So Close!)" foi incluída no greatest hits da banda, The Best of 1990-2000 (2002), e seu respectivo lançamento em vídeo. A gravação alternativa da canção foi lançada na trilha sonora do filme Faraway, So Close!. Craig Armstrong fez um cover no álbum As If to Nothing (2002); Bono gravou um novo vocal para a canção.
Vários B-sides foram incluídos em todas as quatro versões. "I've Got You Under My Skin" foi o único B-side de 7 polegadas e formato em cassete. Foi também na versão dublada "The Swing Format", que continha dois remixes de "Lemon". "I've Got You Under My Skin" é um cover da canção de 1936, do cantor Cole Porter, gravada em um dueto de Bono e Frank Sinatra. Também foi lançada em 1993, no álbum de Sinatra, Duets. "Lemon (Perfecto Mix)" foi remixada por Paul Oakenfold e Steve Osborne. "Lemon (Bad Yard Club Edit)" foi mixado por David Morales, que acrescentou a sua própria percussão para a música.
O formato ao vivo incluía o primeiro lançamento em estúdio "Slow Dancing" e versões ao vivo de "Bullet the Blue Sky" e "Love Is Blindness" extraída na turnê Zoo TV Tour. "Slow Dancing" é uma canção acústica de Bono e foi escrita por Willie Nelson. Ele estreou no concerto em 1 de dezembro de 1989 em Osaka, no Japão, durante a Lovetown Tour, quase 4 anos antes de ser lançada, sendo executada poucas vezes a partir de então. Enquanto os elementos de "Stay (Faraway, So Close!)" estavam sendo gravadas, Bono começou a tocá-la em um violão. Ao término da canção, ele perguntou ao produtor Flood se ele queria gravá-la; sem que ele soubesse, o microfone estava ligado e o take havia sido gravado. A segunda tomada, então foi feita. Foi considerada a inclusão da mesma em Zooropa, embora o produtor Brian Eno gostasse, a canção não foi incluída no álbum. A segunda versão, gravada com Nelson, mais tarde foi lançada como lado B do single "If God Will Send His Angels" (1997). "Bullet the Blue Sky" foi gravado em 28 de agosto de 1993, em Dublin. "Love Is Blindness" foi extraída do concerto da banda em 30 de agosto de 1992, em Nova York.

### Vídeo musical
"Eu gosto da interação de Bono e Meret. É muito difícil para Meret fingir estar cantando sozinha, e Bono realmente brincava com ela... ele tentou distraí-la, mas ela simplesmente continuou cantando como se ele não estivesse lá."

—Wim Wenders.
O videoclipe de "Stay (Faraway, So Close!)" foi dirigido por Wim Wenders, produzido por Debbie Mason, e editado por Jerry Chater. O vídeo foi filmado em Berlim ao longo de três dias, principalmente em preto e branco, mas com algumas sequências em cores. Ele contém participações especiais de alguns atores que apareceram no filme Faraway, So Close!, incluindo Otto Sander, bem como o sobrinho de Wenders. Várias cenas são retiradas diretamente do filme, e do filme de 1987 de Wenders, Wings of Desire (1987), que também serviu de principal inspiração para a premissa do vídeo. Wenders observou que "fazer um vídeo é realmente um jogo de bola muito diferente. Você tem o roteiro, por assim dizer, porque você tem a música, e tudo o que você faz é a fim de ajudar a canção a brilhar... Você quer fazer aquela canção parecer tão bem quanto possível e soar tão bem quanto possível, e tão interessante quanto possível." Várias cenas retratam os membros da banda na estátua de Vitória, um monumento no topo da Coluna da Vitória; um modelo do anjo foi criado para aquelas cenas. As sobras dos equipamentos militares da Guerra Fria, incluindo o MiG, foram incluídos no plano de fundo.
O vídeo mostra uma banda tocando "Stay (Faraway, So Close!)", com o U2 sendo seus anjos da guarda; cada membro vigia a posição que corresponde ao seu instrumento no grupo. Meret Becker é a atriz principal do vídeo, como vocalista principal da banda. Wenders afirmou que eles "gostaram da ideia da voz de Bono sendo cantada por uma menina no vídeo." Ao longo do vídeo, os membros do U2 ajudam os músicos a tocar a canção; o baterista Larry Mullen Jr. é mostrado auxiliando na batida, enquanto que The Edge auxiliava na melodia da guitarra, com Wenders dizendo: "É o que você faria se você fosse um anjo da guarda de um guitarrista." O vídeo alterna entre a banda tocando, os membros do U2 de pé na estátua de Vitória, e cenas dos dois filmes de Wenders. Na conclusão do vídeo, Bono abandona a banda. A cena final mostra ele caindo à Terra, personificando a letra final "apenas o estrondo e a explosão, como se um anjo atingisse o chão."

## Recepção musical

### Crítica profissional
| Críticas profissionais | Críticas profissionais |
| Avaliações da crítica  | Avaliações da crítica  |
| Fonte                  | Avaliação              |
| ---------------------- | ---------------------- |
| Allmusic               | [ 29 ]                 |
| Uncut                  | [ 6 ]                  |

"Stay (Faraway, So Close!)" recebeu análises positivas da crítica especializada. Stephen Thomas Elewine da AllMusic chamou a faixa de "agradável" e "melancólica", enxergando como uma das melhores canções românticas do U2. O jornalista Sam Richards, da revista Uncut, deu uma classificação de quatro de cinco estrelas, chamando-a de uma "cintilante balada de rock alternativo dos anos 90 – uma prima de 'High and Dry' do Radiohead e '1979' do The Smashing Pumpkins — que quase não consegue manter um controle em seu impulso de procurar o topo do penhasco mais próximo." O editor da revista Hot Press Niall Stokes disse que "a performance é cheia de beleza lânguida, um tipo de emoção suave e discreta, que parece em desacordo com a desorientação das letras." Peter Howell, da Toronto Star, disse que era "a canção mais tradicional" em referência ao estilo musical do grupo em Zorropa. O contribuinte da Billboard Fred Bronson brincou dizendo que a música era um exemplo de como músicas nomeadas "Stay" pontuam na tabela Billboard Hot 100, na sequência de sucessos com o mesmo nome das bandas Big Mountain, The Four Seasons, Shakespears Sister e Jodeci.
Enquanto revisava a compilação The Best of 1990-2000, Robert Levine, da revista Spin, afirmou que ela era uma das melhores canções da banda, dizendo: "Eles ainda estão obcecados com transcendência, seja do tipo que você encontra em um blefe de The Joshua Tree ou na música dançante de 'Miami'." Ele disse que a faixa "encontrou essa busca no mais íntimo dos termos, mesmo quando eles estavam muito cansados para se arrastar para fora de seu limão e olhar nos nossos olhos." Escrevendo para a revista Time, Josh Tyrangiel comparou-a com os sucessos anteriores do grupo "Where the Streets Have No Name" e "One", dizendo que "'Stay (Faraway, So Close!)' [alcança] o impossível — tornando-se significativo a milhões de pessoas — precisamente porque [ela é] lindamente vaga." David Bauder da Associated Press chamou-a de "a mais bela canção do álbum." Mark Brown, da The Orange County Register, notou que "as linhas casuais da guitarra em 'Stay' infundem a canção com uma tensão que se adapta perfeitamente ao tema." A revisora da The Bergen Record Barbara Jaeger disse que a música é uma "balada dolorosamente linda." Escrevendo para o The Dallas Morning News, Manuel Mendoza disse que a canção é "absolutamente deslumbrante, com o gemido rouco de Bono evocando um desejo ardente."

### Reconhecimento
"Stay (Faraway, So Close!)" foi nomeada na categoria de "Melhor Canção Original" nos Prêmios Globo de Ouro em 1993. Em 2005, Bono disse que a música era "talvez a maior canção do U2", dizendo que ela tinha o "o mais extraordinário contorno de uma melodia. É realmente muito sofisticada. A letra nunca se perde", notando também que Zooropa nunca a tornou no single que realmente deveria ser. Ele a nomeou como uma de suas canções favoritas do U2, juntamente com "Please" (1997). The Edge afirmou que era "a canção de destaque do álbum." Wenders descreveu-a como uma de suas faixas favoritas do U2.

## Apresentações ao vivo
"Stay (Faraway, So Close!)" foi tocada ao vivo pelo U2 pela primeira vez em 31 de julho de 1993, em Estocolmo, Suécia, durante a quarta etapa da Zoo TV Tour. A canção foi então interpretada em todos os concertos restantes da turnê. A performance gravada em 27 de novembro de 1993 na Sydney, Austrália, foi incluída no álbum de vídeo Zoo TV: Live from Sydney (1994) e posteriormente no álbum ao vivo disponível apenas para o fã clube da banda, Zoo TV Live (2006).
A faixa voltou a ser tocada ao vivo novamente em 20 de abril de 2001 na Elevation Tour, em San Jose, Califórnia, tornando-se a primeira canção de Zooropa a ser apresentada na América do Norte. Foi tocada como um dueto acústico de Bono e The Edge. A interpretação foi improvisada pois não estava prevista no repertório, com Bono lendo a letra em uma folha. A canção continuou a ser realizada esporadicamente durante o resto da turnê, aparecendo em 48 em um total de 113 concertos. A apresentação gravada em 6 de junho de 2001 em Boston, Estados Unidos, foi incluída no álbum de vídeo Elevation 2001: Live from Boston (2001), enquanto uma performance gravada em 25 de maio de 2001 em Toronto, Ontário, foi incluída nos singles "Walk On" e "Stuck in a Moment You Can't Get Out Of" (ambos, 2001).
A música foi interpretada por Bono e The Edge em um evento beneficente para 250 pessoas na igreja Union Chapel em Londres, em 23 de novembro de 2007. "Stay (Faraway, So Close!)" voltou a ser tocada de forma acústica em alguns concertos da U2 360° Tour, que ocorreu entre 2009 e 2011, novamente como um dueto entre os dois membros do grupo. Uma performance da canção gravada em um dos shows da turnê foi incluída no álbum ao vivo disponível apenas para o fã clube da banda, U22 (2012). Foi também tocada pela banda no Festival de Glastonbury em 24 de junho de 2011. Em 2018, a banda incluiu a faixa na Experience + Innocence Tour a partir do show em Copenhagen, Dinamarca, tornando-se a primeira vez a ser tocada por todos os membros desde a Zoo TV Tour.

## Lista de faixas
Todas as letras escritas por Bono, todas as músicas compostas por U2, exceto onde indicado.
| N.º            | Título                                                                | Música         | Duração |  |
| 1.             | "Stay (Faraway, So Close!)"                                           |                | 4:58    |  |
| 2.             | "I've Got You Under My Skin" (Frank Sinatra com participação de Bono) | Cole Porter    | 3:32    |  |
| Duração total: | Duração total:                                                        | Duração total: | 8:50    |  |

| CD single      |                              |         |  |
| N.º            | Título                       | Duração |  |
| 1.             | "Lemon" (Bad Yard Club Edit) | 5:19    |  |
| 2.             | "Lemon" (Perfecto Mix)       | 8:57    |  |
| 3.             | "Slow Dancing" (Live)        | 3:20    |  |
| 4.             | "Bullet the Blue Sky" (Live) | 5:32    |  |
| 5.             | "Love Is Blindness" (Live)   | 5:58    |  |
| Duração total: | Duração total:               | 29:10   |  |

## Desempenho nas tabelas musicais
No Reino Unido, "Stay (Faraway, So Close!)" estreou em sexto lugar na tabela UK Singles Chart, subindo para a quarta posição na semana seguinte. No total, a música permaneceu durante nove semanas na tabela de singles britânica, e recebeu um certificado de prata da British Phonographic Industry (BPI) pela distribuição de 200 mil unidades no território. A faixa foi bem sucedida em outros países da Europa, como Dinamarca, Finlândia, Islândia e Itália, onde alcançou as dez posições mais bem colocadas, enquanto atingiu o topo das tabelas na Irlanda. Na parada que contabilizava todos os países da Europa, "Discothèque" atingiu o décimo lugar. Nos Estados Unidos, "Stay (Faraway, So Close!)" atingiu a posição de número 61 na tabela Billboard Hot 100, permanecendo por 13 semanas na tabela. No Canadá, a canção alcançou o número 14. Na Austrália, a música alcançou o quinto lugar, enquanto na Nova Zelândia atingiu o número seis.
| País/Parada (1993–94)                        | Melhor posição |
| -------------------------------------------- | -------------- |
| Alemanha (Media Control AG)                  | 88             |
| Austrália (ARIA Charts)                      | 5              |
| Áustria (Ö3 Austria Top 40)                  | 22             |
| Bélgica (Ultratop 50 de Flandres)            | 13             |
| Canadá (RPM Top Singles)                     | 14             |
| Dinamarca (IFPI)                             | 6              |
| Espanha (AFYVE)                              | 15             |
| Estados Unidos (Billboard Alternative Songs) | 15             |
| Estados Unidos (Billboard Hot 100)           | 61             |
| Estados Unidos (Billboard Mainstream Rock)   | 12             |
| Europa (Hot 100 Singles)                     | 10             |
| Finlândia (Suomen virallinen lista)          | 5              |
| França (SNEP)                                | 18             |
| Irlanda (Irish Singles Chart)                | 1              |
| Islândia (Íslenski Listinn Topp 40)          | 13             |
| Itália (Musica e dischi)                     | 3              |
| Nova Zelândia (Recorded Music NZ)            | 6              |
| Países Baixos (Dutch Top 40)                 | 10             |
| Países Baixos (Mega Single Top 100)          | 10             |
| Reino Unido (UK Singles Chart)               | 4              |
| Suécia (Sverigetopplistan)                   | 13             |
| Suíça (Schweizer Hitparade)                  | 20             |

| País/Parada (1993–94)               | Posição fixada |
| ----------------------------------- | -------------- |
| Bélgica (Ultratop 50 de Flandres)   | 93             |
| Europa (Hot 100 Singles)            | 75             |
| Islândia (Íslenski Listinn Topp 40) | 39             |

## Certificações
| Reino Unido (BPI)                              | Prata | 200 000^ |
| ^distribuições baseadas apenas na certificação |       |          |

## Créditos
Créditos adaptados do encarte do álbum Zooropa.
| U2 - Bono – vocal - The Edge – guitarra · vocal de apoio - Adam Clayton – baixo - Larry Mullen Jr. – bateria · percussão | Técnica - Mark "Flood" Ellis – produção · engenharia de áudio - Rob Kirwan – assistência de produção - Robbie Adams – engenharia de áudio - Willie Mannion – assistência de engenharia - Rob Kirwan – assistência de engenharia |